# Aek Jangkang
Aek Jangkang is een bestuurslaag in het regentschap Padang Lawas Utara van de provincie Noord-Sumatra, Indonesië. Aek Jangkang telt 1170 inwoners (volkstelling 2010).